# 2H-Oxet
2H-Oxet gehört zur Gruppe der heterocyclischen chemischen Verbindungen. Es ist der einfachste stabile sauerstoffhaltige ungesättigte viergliedrige Heterocyclus. Formal leitet es sich von der Struktur des Cyclobutens ab, bei der ein Kohlenstoffatom durch ein Sauerstoffatom ersetzt wurde. 

## Gewinnung und Darstellung
2H-Oxet kann durch eine photochemische Cyclisierung von Acrolein synthetisiert werden.

## Reaktionen
Durch Reduktion mit molekularem Wasserstoff am Palladium-Aktivkohle-Katalysator kann 2H-Oxet zum gesättigten Oxetan reduziert werden.
Mit Nukleophilen reagiert es meist unter Ringöffnung, wodurch die hohe Ringspannung abgebaut wird.
Schon bei Raumtemperatur setzt sich Oxet unter Ringöffnung langsam zu Acrolein um.